# Pseudomyrmex concolor
Pseudomyrmex concolor  (лат.) — вид древесных муравьёв рода Pseudomyrmex из подсемейства Pseudomyrmecinae (Formicidae). Новый Свет.

## Распространение
Южная Америка: Бразилия, Гайана, Французская Гвиана (Ward, 1989, 1993, 1999).

## Описание
Среднего размера муравьи жёлто-коричневого цвета. Длина головы (HL) 0,97-1,24 мм, ширина головы (HW) 0,86-1,11 мм. Имеют относительно крупные глаза и сильное жало. Тело узкое, ноги короткие. Стебелёк между грудкой и брюшком состоит из двух узловидных члеников (петиоль и постпетиоль). 
Живут в полостях живых деревьев и кустарников Tachigali, с которыми находятся во взаимовыгодных отношениях.

## Систематика
Вид был впервые описан в 1860 году английским энтомологом Фредериком Смитом (Frederic Smith, 1805—1879) по самцу. Рабочие и самки этого вида отличаются от всех других членов видовой группы viduus species group (кроме Pseudomyrmex insuavis, Pseudomyrmex malignus и Pseudomyrmex penetrator) своими короткими и широкими члениками жгутика усика.